# Hugo Novoa
Hugo Novoa, né le 24 janvier 2003 à Ames en Espagne, est un footballeur espagnol qui évolue au poste d'ailier droit au Deportivo Alavés.

## Biographie

### En club
Né à Ames en Espagne, Hugo Novoa arrive au RB Leipzig en provenance du Deportivo La Corogne en 2019. Avec l'équipe U17 du club, il marque notamment cinq buts et délivre huit passes décisives en 18 matchs lors de la saison 2019-2020. En juin 2021, il est promu en équipe première par l'entraîneur Jesse Marsch.
Novoa fait sa première apparition en professionnel avec Leipzig le 23 octobre 2021, lors d'une rencontre de championnat contre Greuther Fürth. Il entre en jeu à la place de Christopher Nkunku, et se fait remarquer en inscrivant également son premier but en professionnel. Il participe ainsi à la victoire de son équipe par quatre buts à un,. Avec ce but il devient, à 18 ans, 8 mois et 29 jours le plus jeune buteur de l'histoire du RB Leipzig, battant le précédent record détenu jusqu'alors par Joshua Kimmich.
Il joue son premier match de Ligue des Champions le 24 novembre 2021, en entrant en jeu lors de la victoire de son équipe face au Club Bruges KV (0-5 score final). Le 21 janvier 2022, Hugo Novoa prolonge son contrat avec le RB Leipzig. Il est alors lié jusqu'en juin 2024 avec le club allemand.
Après avoir prolongé son contrat avec le RB Leipzig jusqu'en juin 2025, Hugo Novoa est prêté le 4 janvier 2023 au FC Bâle pour un an et demi, soit jusqu'en juin 2024,.
Le 7 juin 2023, le RB Leipzig annonce la fin prématurée du prêt de Novoa au FC Bâle. Le joueur retrouve le club allemand durant l'été en attendant d'être de nouveau prêté. Novoa retrouve un nouveau point de chute le 1er septembre 2023, étant prêté au FC Utrecht pour une saison.
Le 22 juillet 2024, Hugo Novoa quitte définitivement le RB Leipzig et signe en faveur du Deportivo Alavés pour un contrat courant jusqu'en juin 2029.

### En sélection
De 2019 à 2020, Hugo Novoa représente l'équipe d'Espagne des moins de 17 ans. Il joue un total de huit matchs avec cette sélection.
En mai 2022, Novoa est convoqué pour la première fois avec l'équipe d'Espagne espoirs par le sélectionneur Luis de la Fuente. 